# پیروفسفات روی
پیروفسفات روی (به انگلیسی: Zinc pyrophosphate) با فرمول شیمیایی Zn۲P۲O۷ یک ترکیب شیمیایی با شناسه پاب‌کم ۶۲۶۴۱ است. که جرم مولی آن ۳۰۴٫۷۲ g/mol می‌باشد. شکل ظاهری این ترکیب، پودر سفید است.